# Altes Rathaus (Neckarrems)

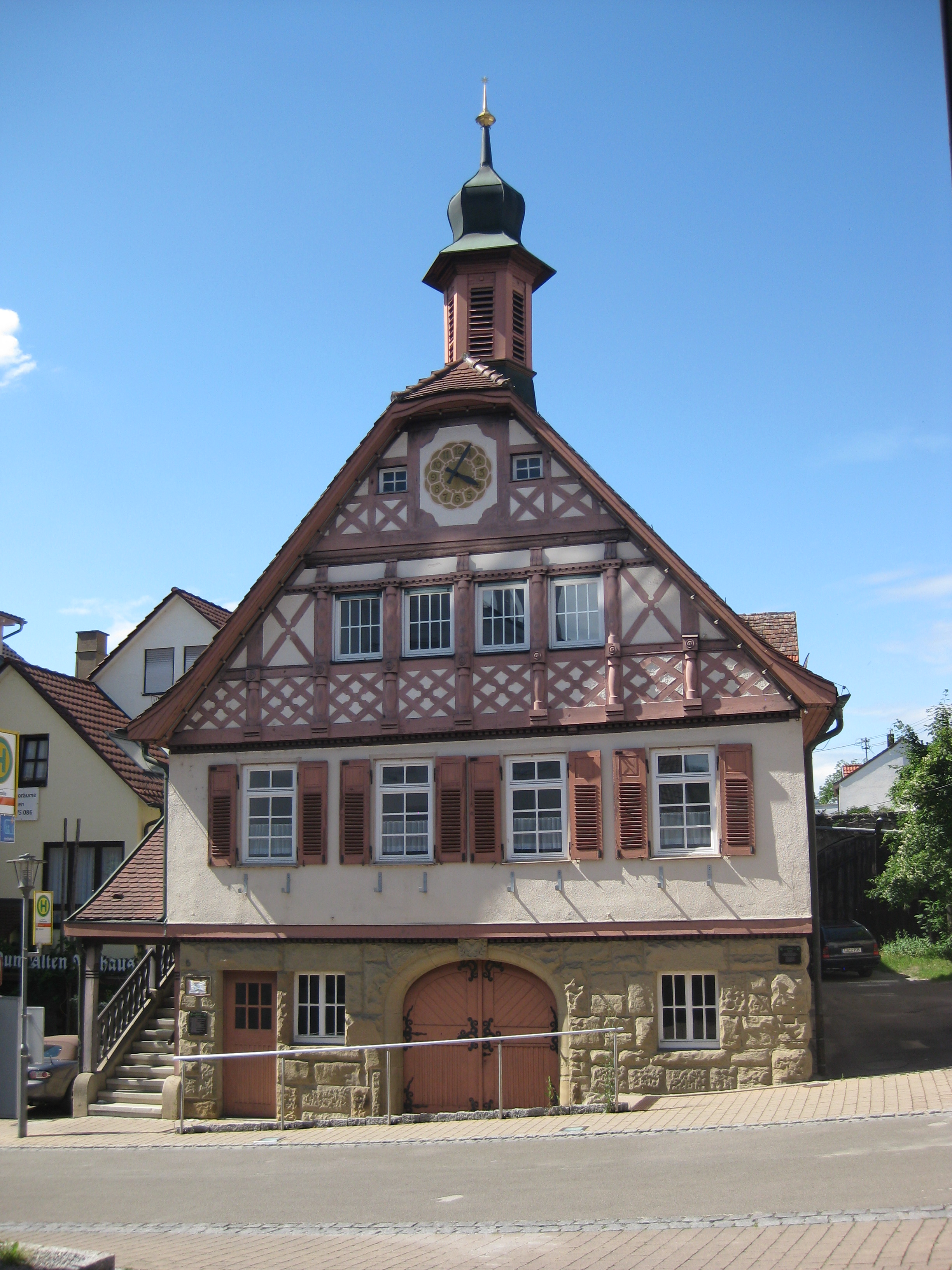
Altes Rathaus (Neckarrems)

Das Alte Rathaus befindet sich im Stadtteil Neckarrems der Stadt Remseck am Neckar in Baden-Württemberg. Das denkmalgeschützte Gebäude diente vor der Gründung der heutigen Stadt Remseck über lange Zeit als Rathaus der damals selbständigen Gemeinde Neckarrems und beherbergte später für mehrere Jahrzehnte die Remsecker Diakoniestation.

## Geschichte
Im Jahr 1564 wurde erstmals ein Rathaus in Neckarrems erwähnt. Auf der Abbildung des Ortes im Forstlagerbuch von Andreas Kieser aus dem Jahr 1685 ist ein Gebäude mit einem Türmchen zu erkennen, welches dem Alten Rathaus entsprechen könnte. Sicher nachgewiesen ist das heutige Gebäude aber erst für das Jahr 1755. 1813 richteten durchmarschierende, russische Soldaten eine Wachstube im Alten Rathaus ein. 1839 wurde ein Gemeindebackofen im Alten Rathaus integriert, der bis 1862 genutzt wurde. Zeitweise beherbergte das Alte Rathaus auch das Magazin der Feuerwehr. 1913/14 wurde das Gebäude grundlegend umgebaut, dabei entstanden der noch heute genutzte seitliche Aufgang sowie an der Straßenseite die historisierende Fassade mit Zierfachwerk und Krüppelwalmdach. 1971 verließ die Gemeindeverwaltung von Neckarrems zugunsten eines Neubaus das Alte Rathaus. Bis zum Jahr 2019 beherbergte das Gebäude die 1976 gegründete Diakoniestation der Stadt Remseck. Nach einer Umbauphase wurden die Räume des Alten Rathauses als Pausen- und Besprechungsräume der städtischen Kindertagesstätte „Im Hof“ genutzt.